# Travis Fulton
Pour les articles homonymes, voir Fulton.
Travis « The Ironman » Fulton, né le 29 mai 1977 à Waterloo (Iowa) et mort le 10 juillet 2021 à Cedar Rapids, est un pratiquant de combat libre et un boxeur américain. Très actif, il a plus de 300 matchs de combat libre à son actif depuis 1996 et plus de 30 matchs de boxe depuis 1999. Il combat chez les poids lourds.
Après avoir été accusé et inculpé en février 2021 pour possession de pornographie juvénile, ainsi que d’exploitation sexuelle sur un enfant, Fulton se suicide en prison en juillet 2021.

## Palmarès en arts martiaux mixtes
| Résultat | Record   | Adversaire           | Méthode                         | Événement                                       | Date               | Round | Temps | Lieu                             | Notes |
| -------- | -------- | -------------------- | ------------------------------- | ----------------------------------------------- | ------------------ | ----- | ----- | -------------------------------- | ----- |
| Défaite  | 185-45-9 | Chris Tuchscherer    | Decision (Unanimous)            | MF 2 - Max Fights 2                             | 26 janvier 2008    | 3     |       | Dakota du Nord, États-Unis       |       |
| Victoire | 185-44-9 | Russ Love            | KO                              | IC 46 - Iowa Challenge 46                       | 12 janvier 2008    | 1     | 0:20  | Iowa, États-Unis                 |       |
| Défaite  | 184-44-9 | Travis Wiuff         | Submission (Verbal)             | Smash - MMA                                     | 30 novembre 2007   | 2     |       | Virginie, États-Unis             |       |
| Victoire | 184-43-9 | Wes Sims             | Decision (Unanimous)            | FF - Capitol Punishment                         | 29 septembre 2007  | 3     |       | Ohio, États-Unis                 |       |
| Victoire | 183-43-9 | Paul Bowers          | Decision (Split)                | MF - Max Fights                                 | 7 septembre 2007   | 3     |       | Dakota du Nord, États-Unis       |       |
| Victoire | 182-43-9 | Dusty Puckett        | Submission (Strikes)            | EC 79 - Extreme Challenge 79                    | 16 juillet 2007    | 1     | 2:02  | Iowa, États-Unis                 |       |
| Victoire | 181-43-9 | Wayne Porter         | Submission (Keylock)            | IC 39 - Iowa Chellenge 39                       | 14 juillet 2007    | 1     | 0:53  | Iowa, États-Unis                 |       |
| Défaite  | 180-43-9 | Ben Rothwell         | Submission (Kimura)             | IFL - Chicago                                   | 19 mai 2007        | 2     | 3:11  | Sears Centre, Chicago, Ill.      |       |
| Victoire | 180-42-9 | Tyson Smith          | TKO                             | CVFA - Champions                                | 28 avril 2007      | 1     | 1:24  |                                  |       |
| Victoire | 179-42-9 | Steve Fiscus         | KO                              | RCF 6 - Revolution Cage Fighting 6              | 13 avril 2007      | 1     | 1:03  | Wisconsin, États-Unis            |       |
| Victoire | 178-42-9 | Mike Maldonado       | TKO                             | IC 34 - Iowa Challenge 34                       | 3 février 2007     | 1     | 1:24  | Illinois, États-Unis             |       |
| Victoire | 177-42-9 | Mike Kofoot          | Submission                      | NFA - Night of the Beast                        | 23 septembre 2006  | N/A   |       | Dakota du Nord, États-Unis       |       |
| Victoire | 176-42-9 | Ben Thoma            | Submission (Strikes)            | IC 30 - Iowa Challenge 30                       | 9 septembre 2006   | 1     | 3:55  | Iowa, États-Unis                 |       |
| Victoire | 175-42-9 | Mike Kofoot          | KO                              | RFN 1 - Royalty Fight Night 1                   | 3 septembre 2006   | 1     | 0:51  | Emetsburg Wild Rose Casino Event |       |
| Victoire | 174-42-9 | Shawn Nolan          | TKO                             | ROTR - Rumble on the River                      | 2 septembre 2006   | 1     |       | Iowa, États-Unis                 |       |
| Victoire | 173-42-9 | Mark Long            | KO                              | CVFA - Caged Combat                             | 6 mai 2006         | 1     | 1:59  | Iowa, États-Unis                 |       |
| Victoire | 172-42-9 | Mike Caswell         | KO                              | CVFA - Friday Night Throwdown                   | 24 mars 2006       | 1     | 0:10  | Iowa, États-Unis                 |       |
| Victoire | 171-42-9 | Nowanda Bell         | KO                              | IC - Ironman Competition                        | 10 mars 2006       | 2     | 0:20  | Iowa, États-Unis                 |       |
| Victoire | 170-42-9 | Shawn Nolan          | TKO                             | FNT - Friday Night Throwdown                    | 6 janvier 2006     | 1     |       | Iowa, États-Unis                 |       |
| Victoire | 169-42-9 | Manuel Quiroz        | KO                              | RF - Rochester Fights                           | 28 décembre 2005   | 1     |       | Minnesota, États-Unis            |       |
| Victoire | 168-42-9 | Chris Clarke         | Submission (Strikes)            | ROTR - Rumble on the River                      | 27 août 2005       | 1     | 0:50  |                                  |       |
| Victoire | 167-42-9 | Steve Pilkington     | Submission (Rear Naked Choke)   | AFA - The Octagon                               | 10 June 2005       | 1     | 2:20  | Iowa, États-Unis                 |       |
| Victoire | 166-42-9 | Dan Wheatley         | KO                              | SB - Spring Brawl                               | 30 avril 2005      | 1     |       | Dakota du Nord, États-Unis       |       |
| Victoire | 165-42-9 | Rory Prazak          | KO                              | SB - Spring Brawl                               | 30 avril 2005      | 1     |       | Dakota du Nord, États-Unis       |       |
| Victoire | 164-42-9 | Session Harper       | Submission (Rear Naked Choke)   | XKK - St. Paul                                  | 23 avril 2005      | 1     | 0:35  | Minnesota, États-Unis            |       |
| Défaite  | 163-42-9 | Mike Whitehead       | Submission (Choke)              | EC 61 - Extreme Challenge 61                    | 22 avril 2005      | 1     | 1:30  | Iowa, États-Unis                 |       |
| Victoire | 163-41-9 | Dan Wheatley         | Submission                      | AFC 1 - All Fighting Championships 1            | 9 avril 2005       | N/A   |       | Nebraska, États-Unis             |       |
| Victoire | 162-41-9 | Greg Larson          | Submission (Armbar)             | DD 3 - Downtown Destruction 3                   | 2 mars 2005        | 1     |       | Iowa, États-Unis                 |       |
| Victoire | 161-41-9 | Rory Prazak          | TKO                             | NFA - Super Brawl                               | 29 janvier 2005    | 1     |       | Dakota du Nord, États-Unis       |       |
| Victoire | 160-41-9 | Kyle Olsen           | Submission (Strikes)            | AFA - Friday Night Fights                       | 14 janvier 2005    | 1     | 1:00  | Iowa, États-Unis                 |       |
| Victoire | 159-41-9 | Manuel Quiroz        | Submission (Rear Naked Choke)   | DD 1 - Downtown Destruction 1                   | 12 janvier 2005    | 1     | 0:49  | Iowa, États-Unis                 |       |
| Victoire | 158-41-9 | Don Richard          | TKO (Corner Stoppage)           | KOTC - Indiana                                  | 20 novembre 2004   | 1     | 5:00  | Indiana, États-Unis              |       |
| Victoire | 157-41-9 | Kaklan Gruchow       | KO                              | IC - Iowa Challenge                             | 6 novembre 2004    | N/A   |       | Iowa, États-Unis                 |       |
| Victoire | 156-41-9 | Mark Long            | Submission (Choke)              | XKK - Fridley                                   | 5 novembre 2004    | 2     |       | Minnesota, États-Unis            |       |
| Victoire | 155-41-9 | Dan Wheatley         | KO                              | JN 2 - Judgment Night 2                         | 3 novembre 2004    | N/A   |       | Iowa, États-Unis                 |       |
| Victoire | 154-41-9 | Matt Albright        | TKO                             | XKK - Des Moines                                | 30 octobre 2004    | 1     | 0:22  | Iowa, États-Unis                 |       |
| Victoire | 153-41-9 | Dan Wheatley         | KO                              | IC - Iowa Challenge                             | 23 octobre 2004    | N/A   |       | Iowa, États-Unis                 |       |
| Victoire | 152-41-9 | Dan Wheatley         | KO                              | JN 1 - Judgment Night 1                         | 6 octobre 2004     | N/A   |       | Iowa, États-Unis                 |       |
| Victoire | 151-41-9 | Brandon Quigley      | Submission (Rear Naked Choke)   | NFA - Northstar Fighting Association            | 25 septembre 2004  | N/A   |       | Minnesota, États-Unis            |       |
| Victoire | 150-41-9 | Jeremy Shuey         | Submission (Strikes)            | RCFC - River City Fight Club                    | 4 septembre 2004   | N/A   |       |                                  |       |
| Victoire | 149-41-9 | Albert Newberry      | Submission (Guillotine Choke)   | XKK - Xtreme Kage Kombat                        | 7 août 2004        | 1     |       |                                  |       |
| Victoire | 148-41-9 | Tom McCloud          | Submission (Guillotine Choke)   | UT - Ultimate Throwdown                         | 16 juillet 2004    | N/A   |       | Iowa, États-Unis                 |       |
| Victoire | 147-41-9 | Rory Prazak          | Submission (Arm Triangle Choke) | IEF - Iowa Extreme Fighting                     | 13 avril 2004      | 2     | 2:23  | Iowa, États-Unis                 |       |
| Victoire | 146-41-9 | Ivan Carabello       | Submission (Strikes)            | Dangerzone - Cage Fighting                      | 10 avril 2004      | 1     | 0:32  | Iowa, États-Unis                 |       |
| Victoire | 145-41-9 | Joe Ripple           | Submission (Choke)              | BRB - Bar Room Brawl                            | 31 mars 2004       | 1     | 1:19  |                                  |       |
| Victoire | 144-41-9 | Rory Prazak          | Submission (Armbar)             | BRB - Bar Room Brawl                            | 31 mars 2004       | 1     | 2:50  |                                  |       |
| Victoire | 143-41-9 | Albert Newberry      | Submission (Guillotine Choke)   | AFA - Return of the Champions                   | 27 mars 2004       | N/A   |       | Iowa, États-Unis                 |       |
| Victoire | 142-41-9 | Adam Norciaj         | KO                              | NFA - Best Damn Fights                          | 20 mars 2004       | 1     | 0:05  | Dakota du Nord, États-Unis       |       |
| Victoire | 141-41-9 | Mike Preece          | Submission (Strikes)            | VFC 7 - Showdown                                | 6 mars 2004        | 1     | 0:20  | Iowa, États-Unis                 |       |
| Défaite  | 140-41-9 | Eric Pele            | Submission (Verbal)             | KOTC 32 - Bringing Heat                         | 24 janvier 2004    | 1     | 1:35  | Floride, États-Unis              |       |
| Victoire | 140-40-9 | Manuel Quiroz        | Submission (Strikes)            | AFA - Battle for the Belts 2                    | 23 janvier 2004    | 1     | 1:03  |                                  |       |
| Victoire | 139-40-9 | Rory Prazak          | Submission (Guillotine Choke)   | BRB - Bar Room Brawl                            | 3 janvier 2004     | 1     | 0:45  |                                  |       |
| Victoire | 138-40-9 | Doug Sauer           | Submission (Rear Naked Choke)   | RSF - Shooto Challenge 2                        | 2 janvier 2004     | 1     |       | Illinois, États-Unis             |       |
| Victoire | 137-40-9 | Jason Purcell        | Submission (Armbar)             | AFA - Second Coming                             | 6 décembre 2003    | 1     | 2:40  |                                  |       |
| Victoire | 136-40-9 | Travis Utley         | Submission (Rear Naked Choke)   | BRB - Bar Room Brawl                            | 19 novembre 2003   | 1     | 0:46  |                                  |       |
| Défaite  | 135-40-9 | Travis Wiuff         | Decision (Split)                | IC 11 - Iowa Challenge 11                       | 18 octobre 2003    | 3     | 3:00  | Iowa, États-Unis                 |       |
| Victoire | 135-39-9 | Joe Alvarez          | KO                              | IEF - Iowa Extreme Fighting                     | 4 octobre 2003     | 1     | 2:45  | Iowa, États-Unis                 |       |
| Victoire | 134-39-9 | Brian Dunn           | Submission (Choke)              | RSF - Shooto Challenge                          | 3 octobre 2003     | 1     | 1:35  | Illinois, États-Unis             |       |
| Victoire | 133-39-9 | Joe Nameth           | Submission (Kimura)             | CFM - Octogono Extremo                          | 27 septembre 2003  | N/A   |       | Mexico                           |       |
| Défaite  | 132-39-9 | Ray Seraille         | Decision (Unanimous)            | SB 31 - SuperBrawl 31                           | 20 septembre 2003  | 3     | 3:00  | Hawaii, États-Unis               |       |
| Victoire | 132-38-9 | Rory Prazak          | TKO                             | BRB - Bar Room Brawl                            | 17 septembre 2003  | 2     | 2:37  |                                  |       |
| Victoire | 131-38-9 | Vince Lucero         | Submission (Guillotine Choke)   | XCF 2 - Xtreme Cage Fighter 2                   | 6 septembre 2003   | N/A   |       | Arizona, États-Unis              |       |
| Victoire | 130-38-9 | Bryan Robinson       | KO                              | Kickfest - Kickfest 2003                        | 23 août 2003       | 1     | 0:30  | Iowa, États-Unis                 |       |
| Victoire | 129-38-9 | Jason Miller         | Submission (Rear Naked Choke)   | EC 52 - Extreme Challenge 52                    | 15 août 2003       | 1     | 0:45  | Illinois, États-Unis             |       |
| Défaite  | 128-38-9 | Miodrag Petkovic     | Decision                        | DF - Durata World Grand Prix 2                  | 10 août 2003       | 1     | 5:00  | Croatie                          |       |
| Victoire | 128-37-9 | Brian Dunn           | KO                              | AFA - Battle for the Belts                      | 12 juillet 2003    | 2     | 0:10  | Iowa, États-Unis                 |       |
| Victoire | 127-37-9 | Lewis Burns          | Submission (Guillotine Choke)   | AFA - Battle for the Belts                      | 12 juillet 2003    | 1     | 0:25  | Iowa, États-Unis                 |       |
| Victoire | 126-37-9 | Victor Rohrer        | Submission (Choke)              | IDS - Independence Day Showdown                 | 4 juillet 2003     | N/A   |       |                                  |       |
| Victoire | 125-37-9 | Mike Delaney         | Decision                        | FCC 11 - Freestyle Combat Challenge 11          | 28 June 2003       | 3     | 5:00  | Wisconsin, États-Unis            |       |
| Victoire | 124-37-9 | Demian Decorah       | Decision                        | IFA - The Return                                | 3 mai 2003         | 1     | 9:00  | Iowa, États-Unis                 |       |
| Victoire | 123-37-9 | Jeremy Armstrong     | KO                              | IFA - The Return                                | 3 mai 2003         | 1     | 1:01  | Iowa, États-Unis                 |       |
| Égalité  | 122-37-9 | Bruce Nelson         | Égalité                         | SS - Sabin Showdown                             | 26 avril 2003      | 3     | 3:00  | Minnesota, États-Unis            |       |
| Défaite  | 122-37-8 | Greg Wikan           | Verbal Submission               | ICC 2 - Rebellion                               | 18 avril 2003      | 1     | 4:14  | USA                              |       |
| Victoire | 122-36-8 | Royce Louck          | Submission (Strikes)            | MEF 2 - Minnesota Extreme Fight 2               | 12 avril 2003      | N/A   |       | Minnesota, États-Unis            |       |
| Victoire | 121-36-8 | Joe Riggs            | Submission (Choke)              | RITC 45 - Finally                               | 1er mars 2003      | 1     | 0:48  | Arizona, États-Unis              |       |
| Victoire | 120-36-8 | Mitch Walters        | KO                              | CAGE - CAGE                                     | 1er février 2003   | 1     | 0:12  | Iowa, États-Unis                 |       |
| Victoire | 119-36-8 | Jeremy Armstrong     | Submission (Strikes)            | CAGE - CAGE                                     | 1er février 2003   | 1     | 0:57  | Iowa, États-Unis                 |       |
| Victoire | 118-36-8 | Dan Croonquist       | Submission (Guillotine Choke)   | CAGE - CAGE                                     | 1er février 2003   | 1     | 4:24  | Iowa, États-Unis                 |       |
| Victoire | 117-36-8 | Jeremy Armstrong     | Submission (Rear Naked Choke)   | SHB 3 - Sokol Hall Brawl 3                      | 15 janvier 2003    | 1     | 0:47  | Nebraska, États-Unis             |       |
| Défaite  | 116-36-8 | Jeremy Horn          | TKO (Towel)                     | ICC 1 - Retribution                             | 12 janvier 2003    | 2     |       | Minnesota, États-Unis            |       |
| Victoire | 116-35-8 | Mike Toyne           | Submission (Strikes)            | BB 7 - Blairstown Brawl 7                       | 21 décembre 2002   | 1     | 1:40  | Iowa, États-Unis                 |       |
| Victoire | 115-35-8 | Josh Stamp           | Submission (Strikes)            | EC 1 - Extreme Combat 1                         | 6 décembre 2002    | 1     | 1:45  | Minnesota, États-Unis            |       |
| Victoire | 114-35-8 | Raymond Luna         | Submission (Guillotine Choke)   | TNF - Thursday Night Fights                     | 14 novembre 2002   | 1     | 1:17  | Iowa, États-Unis                 |       |
| Défaite  | 113-35-8 | Forrest Griffin      | TKO (Cut)                       | CC 1 - Halloween Heat                           | 26 octobre 2002    | 1     | 5:00  | Géorgie, États-Unis              |       |
| Victoire | 113-34-8 | Adam Harris          | KO                              | BB 6 - Blairstown Brawl 6                       | 5 octobre 2002     | 1     | 0:06  | Iowa, États-Unis                 |       |
| Défaite  | 112-34-8 | Ben Rothwell         | Submission (Injury)             | FCC 8 - Freestyle Combat Challenge 8            | 4 octobre 2002     | N/A   |       | Wisconsin, États-Unis            |       |
| Victoire | 112-33-8 | Riley McIlhon        | Submission (Rear Naked Choke)   | IC 6 - Iowa Challenge 6                         | 13 septembre 2002  | 1     | 4:13  | Iowa, États-Unis                 |       |
| Défaite  | 111-33-8 | Travis Wiuff         | Decision                        | IC 5 - Iowa Challenge 5                         | 13 juillet 2002    | 3     | 5:00  | Iowa, États-Unis                 |       |
| Victoire | 111-32-8 | Johnathan Ivey       | Submission (Kimura)             | XCF - California Pancration Championships       | 11 June 2002       | 1     | 3:39  | Californie, États-Unis           |       |
| Victoire | 110-32-8 | Darren Peyton        | Submission                      | IEF 7 - Iowa Extreme Fighting 7                 | 19 avril 2002      | 1     | 3:30  | Iowa, États-Unis                 |       |
| Victoire | 109-32-8 | Kevin Oliver         | Submission (Strikes)            | ARCF 3 - American Reality Combat 3              | 18 avril 2002      | 1     | 0:28  | Iowa, États-Unis                 |       |
| Victoire | 108-32-8 | Carle Garner         | Submission (Rear Naked Choke)   | TNF - Tuesday Night Fights                      | 26 mars 2002       | N/A   |       |                                  |       |
| Victoire | 107-32-8 | Don Lawrence         | Submission (Strikes)            | SNF - Sunday Night Fights                       | 11 mars 2002       | 1     | 0:13  |                                  |       |
| Victoire | 106-32-8 | Jason Bentley        | Submission (Strikes)            | IC 4 - Iowa Challenge 4                         | 2 mars 2002        | 1     | 0:40  | Iowa, États-Unis                 |       |
| Victoire | 105-32-8 | Bruce Nelson         | Submission (Strikes)            | FNF - Friday Night Fights                       | 1er mars 2002      | 1     | 2:38  |                                  |       |
| Victoire | 104-32-8 | Robbie Beltz         | Submission (Strikes)            | TNF - Tuesday Night Fights                      | 24 janvier 2002    | 1     | 0:14  | Iowa, États-Unis                 |       |
| Victoire | 103-32-8 | Bruce Nelson         | Submission (Strikes)            | FNF - Friday Night Fights                       | 18 janvier 2002    | 1     | 2:38  |                                  |       |
| Victoire | 102-32-8 | Tony Day             | TKO                             | TNF - Tuesday Night Fights                      | 17 janvier 2002    | 1     | 0:38  |                                  |       |
| Victoire | 101-32-8 | Carle Garner         | Submission (Rear Naked Choke)   | TNF - Tuesday Night Fights                      | 17 janvier 2002    | 1     | 0:49  |                                  |       |
| Victoire | 100-32-8 | Tony Day             | TKO                             | FCC 6 - Freestyle Combat Challenge 6            | 5 janvier 2002     | 1     | 1:06  | Wisconsin, États-Unis            |       |
| Défaite  | 99-32-8  | Mike Radnov          | Decision                        | RnR - Rock 'N' Rumble 1                         | 29 décembre 2001   | 3     | 5:00  |                                  |       |
| NC       | 99-31-8  | Greg Wikan           | No Contest                      | UW - Street Fight Minnesota                     | 30 septembre 2001  | N/A   |       | Minnesota, États-Unis            |       |
| Égalité  | 99-31-8  | Dan Severn           | Égalité                         | IC 3 - Iowa Challenge 3                         | 22 septembre 2001  | 3     | 5:00  | Iowa, États-Unis                 |       |
| Victoire | 99-31-7  | Jamie Webb           | TKO                             | Gladiators 18 - Gladiators 18                   | 8 septembre 2001   | 1     | 0:28  |                                  |       |
| Victoire | 98-31-7  | Tony Day             | TKO (Punches)                   | IC 2 - Iowa Challenge 2                         | 11 août 2001       | 1     | 0:38  | Iowa, États-Unis                 |       |
| Victoire | 97-31-7  | Matt Clemens         | TKO                             | USC - Ultimate Submission Challenge             | 7 juillet 2001     | 1     | 0:45  | Illinois, États-Unis             |       |
| Défaite  | 96-31-7  | Dan Severn           | Decision                        | WEC 1 - Princes of Pain                         | 30 June 2001       | 3     | 5:00  | Californie, États-Unis           |       |
| Victoire | 96-30-7  | Andy Burwell         | Submission (Strikes)            | ROTR 2 - Rumble on the River 2                  | 25 June 2001       | 1     | 0:38  | Indiana, États-Unis              |       |
| Victoire | 95-30-7  | Robert Bryant        | Submission (Strikes)            | LF 2 - Lincoln Fights 2                         | 17 June 2001       | 1     | 0:45  |                                  |       |
| Victoire | 94-30-7  | Cal Worsham          | TKO                             | IFC WC 13 - Warriors Challenge 13               | 15 June 2001       | 2     | 5:00  | Californie, États-Unis           |       |
| Victoire | 93-30-7  | Demetrius Worlds     | Submission (Rear Naked Choke)   | LF 1 - Lincoln Fights 1                         | 10 June 2001       | 1     | 2:10  |                                  |       |
| Victoire | 92-30-7  | Lionel Saunders      | Submission (Armbar)             | TNF - Thursday Night Fights                     | 30 mai 2001        | 1     | 1:30  | Nebraska, États-Unis             |       |
| Victoire | 91-30-7  | Ben Boyer            | Submission (Strikes)            | TNF - Thursday Night Fights                     | 30 mai 2001        | 1     | 0:25  | Nebraska, États-Unis             |       |
| Victoire | 90-30-7  | John Medina          | Submission (Armbar)             | IFF 8 - End Game                                | 18 mai 2001        | 1     | 0:39  | Iowa, États-Unis                 |       |
| Égalité  | 89-30-7  | Clayton Miller       | Égalité                         | ICE 1 - Iowa Challenge Eliminations 1           | 28 avril 2001      | 1     | 10:00 |                                  |       |
| Victoire | 89-30-6  | Ben Boyer            | Submission (Rear Naked Choke)   | FCC 4 - Freestyle Combat Challenge 4            | 31 mars 2001       | 1     | 0:48  | Wisconsin, États-Unis            |       |
| Victoire | 88-30-6  | Allan Sullivan       | Submission (Armbar)             | RSF 3 - Reality Submission Fighting 3           | 30 mars 2001       | 1     | 7:35  | Illinois, États-Unis             |       |
| Défaite  | 87-30-6  | Rich Franklin        | TKO (Broken Hand)               | Rings USA - Battle of Champions                 | 17 mars 2001       | 1     | 5:00  | Iowa, États-Unis                 |       |
| Victoire | 87-29-6  | Ron Faircloth        | Submission (Arm Bar)            | IC 1 - Iowa Challenge 1                         | 10 février 2001    | 1     | 2:55  | Iowa, États-Unis                 |       |
| Victoire | 86-29-6  | Kerry Schall         | TKO                             | ETFN - Extreme Tuesday Night Fights             | 18 janvier 2001    | 1     | 6:56  |                                  |       |
| Victoire | 85-29-6  | Troy Rugger          | Submission (Armbar)             | FCC 3 - Freestyle Combat Challenge 3            | 6 janvier 2001     | 1     | 0:45  |                                  |       |
| Défaite  | 84-29-6  | Harout Terzyan       | Submission (Ankle Lock)         | RSF 2 - Reality Submission Fighting 2           | 5 janvier 2001     | 1     | 3:26  |                                  |       |
| Victoire | 84-28-6  | Troy Rugger          | Submission (Strikes)            | IFF 7 - Iowa Free Fight 7                       | 13 décembre 2000   | 1     | 1:20  | Iowa, États-Unis                 |       |
| Défaite  | 83-28-6  | Evan Tanner          | Submission (Triangle Choke)     | USWF 18 - Unified Shoot Wrestling Federation 18 | 25 novembre 2000   | 1     | 4:31  | Texas, États-Unis                |       |
| Victoire | 83-27-6  | Steve Miller         | Submission (Strikes)            | Iowa Free Fight 6                               | 19 novembre 2000   | 1     | 1:47  | Iowa, États-Unis                 |       |
| Défaite  | 82-27-6  | Mike Rogers          | Soumission                      | Submission Fighting Championships               | 3 novembre 2000    | 1     |       | Illinois, États-Unis             |       |
| Défaite  | 82-26-6  | Dan Severn           | Submission (Rear Naked Choke)   | Dangerzone - Night of the Beast                 | 28 octobre 2000    | 1     | 2:01  | Virginie, États-Unis             |       |
| Victoire | 82-25-6  | Wesley Correira      | Submission (Arm Bar)            | SB 19 - SuperBrawl 19                           | 26 octobre 2000    | 1     | 4:49  | Guam                             |       |
| Victoire | 81-25-6  | Greg Wikan           | Submission (Armbar)             | Rings USA - Rising Stars Final                  | 2000 septembre 30  | 1     | 3:48  | Illinois, États-Unis             |       |
| Victoire | 80-25-6  | Bruce Nelson         | KO                              | IFF 5 - Battle for the Belts                    | 2000 septembre 23  | 1     | 2:54  | Iowa, États-Unis                 |       |
| Victoire | 79-25-6  | Ron Rumpf            | KO                              | IFF 5 - Battle for the Belts                    | 2000 septembre 23  | 1     | 0:08  | Iowa, États-Unis                 |       |
| Victoire | 78-25-6  | Bruce Nelson         | Submission (Guillotine Choke)   | IFF 5 - Battle for the Belts                    | 2000 septembre 23  | 1     | 1:19  | Iowa, États-Unis                 |       |
| Victoire | 77-25-6  | Jamie Webb           | Submission (Strikes)            | Gladiators 9 - Gladiators 9                     | 2000 septembre 8   | 1     | 0:28  |                                  |       |
| Victoire | 76-25-6  | Harry Moskowitz      | Submission (Armbar)             | SFC - Submission Fighting Championships         | 2000 août 23       | 1     | 6:28  |                                  |       |
| Victoire | 75-25-6  | Quinton Lemke        | Submission (Strikes)            | IFF 4 - Iowa Free Fight 4                       | 2000 juillet 28    | 1     | 1:36  | Iowa, États-Unis                 |       |
| Défaite  | 74-25-6  | Tsuyoshi Kohsaka     | Decision (Unanimous)            | Rings USA - Rising Stars Block A                | 15 juillet 2000    | 3     | 5:00  | Utah, États-Unis                 |       |
| Victoire | 74-24-6  | Matt Frost           | Submission (Rear Naked Choke)   | Gladiators 7 - Gladiators 7                     | 2000 juillet 14    | 1     | 2:17  |                                  |       |
| Défaite  | 73-24-6  | Zaza Tkeshelashvili  | Submission (Achilles Lock)      | Rings Russia - Rings Russia                     | 2000 mai 20        | 1     | 1:20  | Iekaterinbourg, Russie           |       |
| Victoire | 73-23-6  | Chad Gilson          | KO                              | SFC - Submission Fighting Championships         | 2000 avril 28      | 1     | 0:51  | Illinois, États-Unis             |       |
| Défaite  | 72-23-6  | Renato Sobral        | Submission (Armbar)             | Rings - Millennium Combine 1                    | 20 avril 2000      | 1     | 4:49  | Tokyo, Japon                     |       |
| Victoire | 72-22-6  | Mitch Rosland        | Submission (Strikes)            | IFF 2 - Iowa Free Fight 2                       | 3 mars 2000        | 1     | 1:11  | Iowa, États-Unis                 |       |
| Défaite  | 71-22-6  | Ricco Rodriguez      | Submission (Armbar)             | KOTC 2 - Desert Storm                           | 2000 février 5     | 1     | 4:49  | Californie, États-Unis           |       |
| Victoire | 71-21-6  | Jay Carmack          | Submission (Guillotine Choke)   | SFC - Submission Fighting Championships         | 2000 janvier 28    | 1     | 3:28  | Illinois, États-Unis             |       |
| Victoire | 70-21-6  | Kristof Midoux       | KO                              | IFC - Battleground 2000                         | 2000 janvier 22    | 1     | 8:50  | Canada                           |       |
| Victoire | 69-21-6  | Jason Fulcher        | TKO                             | IFF 1 - Iowa Free Fight 1                       | 2000 janvier 18    | 1     | 1:03  | Iowa, États-Unis                 |       |
| Victoire | 68-21-6  | Brad Schafer         | Submission (Armbar)             | IFF 1 - Iowa Free Fight 1                       | 2000 janvier 18    | 1     | 7:38  | Iowa, États-Unis                 |       |
| Victoire | 67-21-6  | Shane Bailey         | TKO                             | IFF 1 - Iowa Free Fight 1                       | 2000 janvier 18    | 1     | 0:24  | Iowa, États-Unis                 |       |
| Défaite  | 66-21-6  | Branden Lee Hinkle   | TKO                             | HFP - Holiday Fight Party                       | 11 décembre 1999   | 1     | 12:38 |                                  |       |
| Défaite  | 66-20-6  | Ian Freeman          | Submission (Strikes)            | MB 1 - The Beginning                            | 5 décembre 1999    | 2     |       | England                          |       |
| Victoire | 66-19-6  | Kevin Leemon         | Submission (Strikes)            | IEF 5 - Iowa Extreme Fighting 5                 | 28 novembre 1999   | 1     | 1:33  | Iowa, États-Unis                 |       |
| Victoire | 65-19-6  | Mike Bruce           | Submission (Strikes)            | Dangerzone - Ft. Wayne                          | 22 novembre 1999   | 1     | 0:55  | Indiana, États-Unis              |       |
| Victoire | 64-19-6  | Jason Allar          | TKO                             | EC 30 - Extreme Challenge 30                    | 14 novembre 1999   | 1     | 2:53  | Iowa, États-Unis                 |       |
| Victoire | 63-19-6  | Brad Schafer         | Submission (Armbar)             | Kickfest 2 - Kickfest 2                         | 31 octobre 1999    | 1     | 1:03  | Iowa, États-Unis                 |       |
| Égalité  | 62-19-6  | Sanae Kikuta         | Égalité                         | Pancrase - Breakthrough 9                       | 25 octobre 1999    | 1     | 15:00 | Tokyo, Japon                     |       |
| Victoire | 62-19-5  | Aaron Keeney         | TKO                             | Extreme Challenge - Trials                      | 4 octobre 1999     | 1     | 1:54  | Iowa, États-Unis                 |       |
| Défaite  | 61-19-5  | John Marsh           | Submission (Heel Hook)          | SB 13 - SuperBrawl 13                           | 7 septembre 1999   | 2     | 2:48  | Hawaii, États-Unis               |       |
| Défaite  | 61-18-5  | Tedd Williams        | Decision (Unanimous)            | LI - Lionheart Invitational                     | 1er septembre 1999 | 1     | 20:00 | Géorgie, États-Unis              |       |
| Victoire | 61-17-5  | Wade Rome            | TKO                             | EC 27 - Extreme Challenge 27                    | 21 août 1999       | 1     | 0:59  | Iowa, États-Unis                 |       |
| Victoire | 60-17-5  | Dan Chase            | KO                              | AFO - Absolute Face Off                         | 8 août 1999        | 1     | 0:40  | Arizona, États-Unis              |       |
| Victoire | 59-17-5  | David Dodd           | Decision                        | UFC 21 - Return of the Champions                | 16 juillet 1999    | 2     | 5:00  | Iowa, États-Unis                 |       |
| Victoire | 58-17-5  | Dave DeRosa          | Submission (Triangle Choke)     | CC 3 - Cage Combat 3                            | 15 juillet 1999    | 1     | 9:08  | Ohio, États-Unis                 |       |
| Victoire | 57-17-5  | Devin Love           | Submission (Rear Naked Choke)   | CC 3 - Cage Combat 3                            | 15 juillet 1999    | 1     | 0:26  | Ohio, États-Unis                 |       |
| Défaite  | 56-17-5  | Brian Gassaway       | Decision                        | CC 3 - Cage Combat 3                            | 15 juillet 1999    | 1     | 15:00 | Ohio, États-Unis                 |       |
| Défaite  | 56-16-5  | Jeremiah Miller      | Decision                        | NG 12 - Neutral Grounds 12                      | 28 mai 1999        | N/A   |       |                                  |       |
| Défaite  | 56-15-5  | Ahmad Ahmad          | Submission (Heel Hook)          | NG 12 - Neutral Grounds 12                      | 28 mai 1999        | N/A   |       |                                  |       |
| Victoire | 56-14-5  | Heath Herring        | Decision                        | EC 24 - Extreme Challenge 24                    | 15 mai 1999        | 1     | 12:00 | Utah, États-Unis                 |       |
| Défaite  | 55-14-5  | Pete Williams        | Submission (Armlock)            | UFC 20 - Battle for the Gold                    | 7 mai 1999         | 1     |       | Alabama, États-Unis              |       |
| Victoire | 55-13-5  | Albert Newberry      | Submission (Strikes)            | Kickfest - Kickfest 99                          | 3 avril 1999       | N/A   |       | Iowa, États-Unis                 |       |
| Défaite  | 54-13-5  | Vladimir Matyushenko | Submission (Choke)              | IFC - Fighters Revenge                          | 2 avril 1999       | 1     | 15:33 | Québec, Canada                   |       |
| Victoire | 54-12-5  | Harry Moskowitz      | KO (Punches)                    | HOOKnSHOOT - Horizon                            | 20 mars 1999       | 1     | 2:00  | Indiana, États-Unis              |       |
| Victoire | 53-12-5  | Kevin Burrell        | KO                              | SFC - Submission Fighting Championships         | 31 janvier 1999    | 1     | 0:06  | Illinois, États-Unis             |       |
| Victoire | 52-12-5  | Tommy Graham         | Submission (Armbar)             | HOOKnSHOOT - Trial                              | 30 janvier 1999    | 1     | 2:45  | Indiana, États-Unis              |       |
| Victoire | 51-12-5  | Barrett Banks        | KO                              | EB 1 - Extreme Boxing 1                         | 20 janvier 1999    | 1     | 0:38  | Iowa, États-Unis                 |       |
| Victoire | 50-12-5  | Wade Hamilton        | Submission (Rear Naked Choke)   | IFC - Extreme Combat                            | 9 janvier 1999     | 1     | 1:22  | Montréal, Québec, Canada         |       |
| Victoire | 49-12-5  | Peter Mcleod         | Submission (Armbar)             | IFC - Extreme Combat                            | 9 janvier 1999     | 1     | 5:00  | Montréal, Québec, Canada         |       |
| Victoire | 48-12-5  | John Dixon           | Submission (Armbar)             | IFC - Extreme Combat                            | 9 janvier 1999     | 1     | 0:39  | Montréal, Québec, Canada         |       |
| Défaite  | 47-12-5  | George Allen         | Disqualification                | NYEK - New Year's Eve Knockout 1                | 31 décembre 1998   | N/A   |       | Atlanta, Georgia                 |       |
| Victoire | 47-11-5  | Jeremy Bullock       | KO                              | EC 22 - Extreme Challenge 22                    | 21 novembre 1998   | 1     | 0:44  | Utah, États-Unis                 |       |
| Défaite  | 46-11-5  | Mario Neto           | Submission (Rear Naked Choke)   | BVF 12 - Circuito Brasileiro de Vale Tudo 4     | 18 novembre 1998   | 1     | 10:36 | Brésil                           |       |
| Victoire | 46-10-5  | David Giannotti      | Submission (Punches)            | HOOKnSHOOT - Eruption                           | 7 novembre 1998    | 1     | 2:20  | Indiana, États-Unis              |       |
| Égalité  | 45-10-5  | Joe Geromiller       | Égalité                         | SFC - Submission Fighting Championships         | 6 novembre 1998    | 1     | 14:00 | Illinois, États-Unis             |       |
| Victoire | 45-10-4  | Luiz Claudio Nunes   | TKO (Strikes)                   | WVC 6 - World Vale Tudo Championship 6          | 1er novembre 1998  | 1     | 1:53  | Brésil                           |       |
| Victoire | 44-10-4  | Alex Cerqueira       | Submission (Punches)            | WVC 6 - World Vale Tudo Championship 6          | 1er novembre 1998  | 1     | 2:18  | Brésil                           |       |
| Victoire | 43-10-4  | Augusto Ferreira     | Submission (Punches)            | WVC 6 - World Vale Tudo Championship 6          | 1er novembre 1998  | 1     | 7:06  | Brésil                           |       |
| Victoire | 42-10-4  | Tom Sauer            | Submission (Punches)            | EC 21 - Extreme Challenge 21                    | 17 octobre 1998    | 1     | 1:57  | Wisconsin, États-Unis            |       |
| Égalité  | 41-10-4  | Ikuhisa Minowa       | Égalité                         | Pancrase - Advance 9                            | 4 octobre 1998     | 2     | 3:00  | Tokyo, Japon                     |       |
| Victoire | 41-10-3  | Robby Ruby           | Submission (Armbar)             | SIUF 2 - Southern Iowa Ultimate Fighting 2      | 10 septembre 1998  | 1     | 1:38  | Iowa, États-Unis                 |       |
| Victoire | 40-10-3  | Albert Newberry      | Submission (Armbar)             | SIUF 2 - Southern Iowa Ultimate Fighting 2      | 10 septembre 1998  | 1     | 2:48  | Iowa, États-Unis                 |       |
| Égalité  | 39-10-3  | Larry Parker         | Égalité                         | EC 20 - Extreme Challenge 20                    | 22 août 1998       | 1     | 15:00 | Iowa, États-Unis                 |       |
| Défaite  | 39-10-2  | Mario Roberto        | Decision                        | HOOKnSHOOT - Quest                              | 14 août 1998       | 1     | 30:00 |                                  |       |
| Victoire | 39-9-2   | David Paaluhi        | Submission (Triangle/Armbar)    | SB 8 - SuperBrawl 8                             | 4 août 1998        | 1     | 1:47  | Hawaii, États-Unis               |       |
| Victoire | 38-9-2   | Davey Conger         | Submission (Rear Naked Choke)   | MFC 1 - Midwest Fighting 1                      | 28 juillet 1998    | 1     | 1:00  |                                  |       |
| Victoire | 37-9-2   | Felix Mitchell       | KO                              | MFC 1 - Midwest Fighting 1                      | 28 juillet 1998    | 1     | 4:25  |                                  |       |
| Victoire | 36-9-2   | George Allen         | KO                              | IFC 8: Showdown at Shooting Star                | 20 June 1998       | 1     | 3:18  | Minnesota, États-Unis            |       |
| Victoire | 35-9-2   | Brad Anderson        | Submission (Armbar)             | IFC 8: Showdown at Shooting Star                | 20 June 1998       | 1     | 2:59  | Minnesota, États-Unis            |       |
| Victoire | 34-9-2   | Mike Johnson         | Submission (Armbar)             | Southern Iowa Ultimate Fighting 1               | 15 June 1998       | 1     | 0:10  | Iowa, États-Unis                 |       |
| Victoire | 33-9-2   | Marvin Jones         | Submission (Strikes)            | Southern Iowa Ultimate Fighting 1               | 15 June 1998       | 1     | 2:11  | Iowa, États-Unis                 |       |
| Victoire | 32-9-2   | Guy Hinton           | Submission (Armbar)             | Kombat Zone 1                                   | 13 June 1998       | 1     | 1:36  | Indiana, États-Unis              |       |
| Victoire | 31-9-2   | Eric Hill            | Submission (Triangle Choke)     | IFC 7 - Cage Combat                             | 30 mai 1998        | 1     | 6:45  | Montréal, Québec, Canada         |       |
| Victoire | 30-9-2   | Jaymon Hotz          | Submission (Triangle Arm Bar)   | EC 18 - Extreme Challenge 18                    | 15 mai 1998        | 1     | 1:57  | Iowa, États-Unis                 |       |
| Victoire | 29-9-2   | Jason Lautzenheiser  | Submission (Rear Naked Choke)   | FFF 2 - Fearless Freestyle Fighting 2           | 9 mai 1998         | 1     | 0:44  |                                  |       |
| Victoire | 28-9-2   | Jeremy Morrison      | Submission (Strikes)            | FFF 2 - Fearless Freestyle Fighting 2           | 9 mai 1998         | N/A   |       |                                  |       |
| Défaite  | 27-9-2   | Dan Severn           | Submission (Keylock)            | Gladiators - Gladiators 2                       | 18 avril 1998      | 1     | 10:39 |                                  |       |
| Victoire | 27-8-2   | Jason Powers         | Submission (Triangle Choke)     | IVTC 3 - Iowa Vale Tudo Championships 3         | 10 avril 1998      | 1     | 0:51  | Iowa, États-Unis                 |       |
| Victoire | 26-8-2   | Clayton Miller       | Submission (Armbar)             | IVTC 3 - Iowa Vale Tudo Championships 3         | 10 avril 1998      | 1     | 2:20  | Iowa, États-Unis                 |       |
| Égalité  | 25-8-2   | Jeremy Horn          | Égalité                         | EC 16 - Extreme Challenge 16                    | 26 mars 1998       | 1     | 20:00 | Iowa, États-Unis                 |       |
| Victoire | 25-8-1   | Jason Powers         | Submission (Strikes)            | IVTC 2 - Iowa Vale Tudo Championships 2         | 9 mars 1998        | 1     | 0:22  | Iowa, États-Unis                 |       |
| Victoire | 24-8-1   | Bob Waters           | Submission (Armbar)             | IVTC 2 - Iowa Vale Tudo Championships 2         | 9 mars 1998        | 1     | 2:00  | Iowa, États-Unis                 |       |
| Victoire | 23-8-1   | Sam Adkins           | Submission (Armbar)             | RnB 2 - Bare Knuckle Brawl                      | 20 février 1998    | 1     | 0:45  | Géorgie, États-Unis              |       |
| Victoire | 22-8-1   | Courtney Turner      | Submission (Strikes)            | RnB 2 - Bare Knuckle Brawl                      | 20 février 1998    | 1     | 1:16  | Géorgie, États-Unis              |       |
| Victoire | 21-8-1   | Jamie Schell         | Submission (Armbar)             | RnB 2 - Bare Knuckle Brawl                      | 20 février 1998    | 1     | 0:36  | Géorgie, États-Unis              |       |
| Victoire | 20-8-1   | Greg Ford            | Submission (Rear Naked Choke)   | EC 14 - Extreme Challenge 14                    | 13 février 1998    | 1     | 1:40  | Indiana, États-Unis              |       |
| Défaite  | 19-8-1   | Jim Czajkowski       | Submission (Choke)              | EC 13 - Extreme Challenge 13                    | 16 janvier 1998    | 1     | 2:33  | Wisconsin, États-Unis            |       |
| Victoire | 19-7-1   | Jim Theobald         | Submission (Armbar)             | EC 13 - Extreme Challenge 13                    | 16 janvier 1998    | 1     | 3:48  | Wisconsin, États-Unis            |       |
| Victoire | 18-7-1   | Ben Pearce           | Submission (Strikes)            | IVTC 1 - Iowa Vale Tudo Championships 1         | 29 décembre 1997   | 1     | 0:47  | Iowa, États-Unis                 |       |
| Victoire | 17-7-1   | Andy Schmidt         | Submission (Strikes)            | IVTC 1 - Iowa Vale Tudo Championships 1         | 29 décembre 1997   | 1     | 0:43  | Iowa, États-Unis                 |       |
| Victoire | 16-7-1   | Eddie Moore          | Submission (Rear Naked Choke)   | EC 12 - Extreme Challenge 12                    | 13 décembre 1997   | 1     | 6:23  | Michigan, États-Unis             |       |
| Défaite  | 15-7-1   | Noé Hernández        | Decision                        | EC 12 - Extreme Challenge 12                    | 13 décembre 1997   | 1     | 20:00 | Michigan, États-Unis             |       |
| Victoire | 15-6-1   | Mike Delaney         | Submission (Guillotine Choke)   | EC 11 - Extreme Challenge 11                    | 22 novembre 1997   | 1     | 2:10  | Iowa, États-Unis                 |       |
| Victoire | 14-6-1   | Bob Magee            | Submission (Armbar)             | EC 10 - Extreme Challenge 10                    | 4 octobre 1997     | 1     | 1:00  | Iowa, États-Unis                 |       |
| Victoire | 13-6-1   | Paul Moller          | KO                              | IFC 6 - Battle at Four Bears                    | 20 septembre 1997  | 1     | 0:14  | Dakota du Nord, États-Unis       |       |
| Défaite  | 12-6-1   | Matt Lindland        | Submission                      | IFC 6 - Battle at Four Bears                    | 20 septembre 1997  | 1     | 22:13 | Dakota du Nord, États-Unis       |       |
| Victoire | 12-5-1   | Ben Smaldino         | Submission (Armbar)             | IEF 1 - Iowa Extreme Fighting 1                 | 10 septembre 1997  | 1     | 0:47  | Iowa, États-Unis                 |       |
| Victoire | 11-5-1   | Dan Croonquist       | Submission (Head Lock)          | IEF 1 - Iowa Extreme Fighting 1                 | 10 septembre 1997  | 1     | 2:22  | Iowa, États-Unis                 |       |
| Victoire | 10-5-1   | Clayton Miller       | Submission (Triangle Choke)     | IEF 1 - Iowa Extreme Fighting 1                 | 10 septembre 1997  | 1     | 0:51  | Iowa, États-Unis                 |       |
| Égalité  | 9-5-1    | Jeremy Horn          | Égalité                         | EC 9 - Extreme Challenge 9                      | 30 août 1997       | 1     | 15:00 | Iowa, États-Unis                 |       |
| Victoire | 9-5      | Dennis Reed          | Submission (Triangle Choke)     | EC 8 - Extreme Challenge 8                      | 9 août 1997        | 1     | 5:19  | Iowa, États-Unis                 |       |
| Défaite  | 8-5      | Brad Kohler          | Submission (Punches)            | HOOKnSHOOT - Absolute Fighting Championship 2   | 19 juillet 1997    | 1     | 52:24 |                                  |       |
| Victoire | 8-4      | Matt Andersen        | Submission                      | EC 7 - Extreme Challenge 7                      | 25 June 1997       | 1     | 3:43  | Iowa, États-Unis                 |       |
| Victoire | 7-4      | Dennis Reed          | KO                              | EC 7 - Extreme Challenge 7                      | 25 June 1997       | 1     | 0:33  | Iowa, États-Unis                 |       |
| Victoire | 6-4      | Dan Croonquist       | Submission (Keylock)            | UE - Ultimate Enticer                           | 24 June 1997       | 1     | 1:11  | Iowa, États-Unis                 |       |
| Victoire | 5-4      | August Porquet       | TKO                             | EC 6 - Extreme Challenge 6                      | 10 mai 1997        | 1     | 4:21  | Michigan, États-Unis             |       |
| Victoire | 4-4      | Angelo Rivera        | TKO                             | EC 5 - Extreme Challenge 5                      | 18 avril 1997      | 1     | 1:36  | Iowa, États-Unis                 |       |
| Défaite  | 3-4      | Brian Dunn           | Decision                        | EC 5 - Extreme Challenge 5                      | 18 avril 1997      | 1     | 15:00 | Iowa, États-Unis                 |       |
| Défaite  | 3-3      | Ryan Jensen          | Submission (Triangle Choke)     | EC 4 - Extreme Challenge 4                      | 22 février 1997    | 1     | 1:40  | Iowa, États-Unis                 |       |
| Victoire | 3-2      | Dan Croonquist       | Submission (Armbar)             | EC 3 - Extreme Challenge 3                      | 15 février 1997    | 1     | 0:50  | Iowa, États-Unis                 |       |
| Défaite  | 2-2      | Scott Norton         | Submission (Triangle Choke)     | EC 2 - Extreme Challenge 2                      | 1er février 1997   | 1     | 1:46  | Iowa, États-Unis                 |       |
| Victoire | 2-1      | Clayton Miller       | KO                              | EC 1 - Extreme Challenge 1                      | 23 novembre 1996   | 1     | 3:09  | Iowa, États-Unis                 |       |
| Victoire | 1-1      | Wesley Jamieson      | Submission (Guillotine Choke)   | BATB 1 - Brawl at the Ballpark 1                | 1er septembre 1996 | 1     | 4:16  | Iowa, États-Unis                 |       |
| Défaite  | 0-1      | Dave Strasser        | Submission (Rear Naked Choke)   | Gladiators - Gladiators 1                       | 26 juillet 1996    | 1     |       | Iowa, États-Unis                 |       |